# Gold Slugs
Gold Slugs è un singolo del DJ Khaled in collaborazione con Chris Brown, August Alsina e Fetty Wap, estratto dal suo ottavo album in studio I Changed a Lot. 

## Descrizione
Nel brano gli artisti mescolano lo stile di canto R&B a melodie rappate, con un testo che esalta le loro affiliazioni di strada, la loro ricchezza ed il loro successo con le donne.
Il brano ha ottenuto una buona risposta critica, venendo definito come una "highlight" del disco di Khaled.

## Video musicale
Il video musicale del singolo è stato pubblicato il 10 ottobre 2015 in anteprima su WorldStarHipHop, ed è stato girato nei paraggi del ristorante di cui è proprietario Khaled.

## Tracce
1. Gold Slugs (feat. Chris Brown, August Alsina e Fetty "Fettuccini" Wap) – 4:22

## Classifiche
| Classifica (2015) |     |
| Regno Unito       | 121 |
| Stati Uniti       | 119 |